# Stacking (videogioco)
Stacking è un videogioco di avventura/rompicapo ambientato in un mondo completamente abitato da matriosche. Il gameplay permette al giocatore di entrare all'interno di altre matriosche presenti in giro per la mappa, elemento necessario per superare eventuali ostacoli o risolvere alcuni enigmi grazie alle proprietà della matriosca in cui il giocatore entra. È stato pubblicato nel 2011 come gioco in digital delivery su PlayStation Network e Xbox Live. Successivamente è uscito anche per computer.